# Десятини
Десяти́ни — село в Україні, у Іршанській селищній територіальній громаді Коростенського району Житомирської області. Чисельність населення становить 125 осіб (2001).

## Історія
До 23 червня 2017 року село входило до складу Шершнівської сільської ради Коростенського району Житомирської області.